# Geranomyia vinaceobrunnea
Geranomyia vinaceobrunnea är en tvåvingeart som beskrevs av Enrico Adelelmo Brunetti 1911. Geranomyia vinaceobrunnea ingår i släktet Geranomyia och familjen småharkrankar. Inga underarter finns listade i Catalogue of Life.